# Арналдо Сезар Коельйо
Арналдо Давід Сезар Коельйо (порт. Arnaldo David Cézar Coelho, нар. 15 січня 1943, Ріо-де-Жанейро) — бразильський футбольний арбітр. Він був першим неєвропейцем, який отримав честь судити фінал чемпіонату світу з футболу, обслуживши у фінал 1982 року між Італією та Західною Німеччиною. Також він залишається арбітром, який найбільше відсудив матчів чемпіонату Бразилії — 291 гру.

## Біографія
Суддівська кар'єра Коельйо розпочалася у пляжному футболі; у 1965 році перейшов у великий футбол і незабаром у 1968 році був включений до міжнародного списку ФІФА. Він був серед арбітрів двох поспіль чемпіонатів світу 1978 і 1982 років, де відпрацював у семи матчах, в тому числі у трьох — як головний арбітр, в тому числі і у фіналі 1982 року. Також працював на двох олімпійських іграх (Монреаль-76 та Сеу -88).
Після закінчення суддівської кар'єри він став коментатором футбольного телебачення Rede Globo. Наприкінці трансляції фіналу чемпіонату світу 2018 року між Францією та Хорватією, виграного Францією, він оголосив про завершення кар'єри на Реде Глобо, заявивши, що присвятить себе сім'ї та своєму бізнесу.
У березні 2010 року репортер газети Daily Mail та арбітр у відставці Грем Полл назвав Коельйо як одного з найкращих арбітрів, посилаючись на його чудові результати на ЧС-1978 і 1982 роках.

## Кар'єра
Судив на таких великих турнірах:
- Кубок Америки 1975 (1 матч)
- Олімпійські ігри 1976 (1 матч)
- Молодіжний чемпіонат світу 1977 (1 матч)
- Чемпіонат світу 1978 (1 матч)
- Кубок Америки 1979 (додатковий фінал)
- Молодіжний чемпіонат світу 1981 (2 матчі, включаючи фінал)
- Чемпіонат світу 1982 (2 матчі, включаючи фінал)
- Кубок Америки 1983 (2 матчі)
- Юнацький чемпіонат світу 1985 (3 матчі)
- Молодіжний чемпіонат світу 1987 (2 матчі)
- Кубок Лібертадорес 1988 (другий фінал)
- Олімпійські ігри 1988 (1 матч)
- Кубок Америки 1989 (4 матчі)

## Особисте життя
Брат Арналдо — Роналдо Сезар Коельйо, представник і засновник Соціал-демократичної партії Бразилії (ПСДБ). Мати має єврейське походження.
У 2002 році Арналдо випустив книгу «A Regra é Clara», збираючи історії та цікавинки, які відбулись за більш ніж 20-річну кар'єру судді.